# SummerSlam (1989)
SummerSlam (1989) — щорічне pay-per-view шоу «SummerSlam», що проводиться федерацією реслінгу WWE. Шоу відбулося 28 серпня 1989 року в Континентал-Ерлайнс-арена у місті Іст-Резерфорд, Нью-Джерсі (США). Це було друге шоу в історії «SummerSlam». Під час шоу відбулося 9 матчів та ще один перед показом.